# Zephyranthes simpsonii
Zephyranthes simpsonii là một loài thực vật có hoa trong họ Amaryllidaceae. Loài này được Chapm. miêu tả khoa học đầu tiên năm 1892.